# Plateau van Helfaut

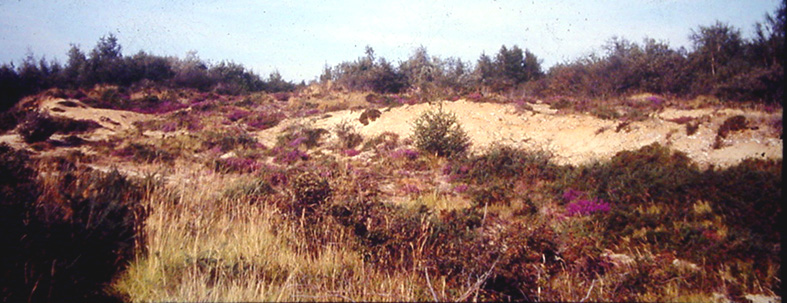
Heidegebied op het Plateau van Helfaut

Het Plateau van Helfaut (Plateau d'Helfaut) is een landschap in het departement Pas-de-Calais.
Het is een gebied dat zich tussen plaatsen als Wizernes, Racquinghem, Quiestède en Helfaut. Het is gelegen op een geologisch breukvlak.
Het gebied omvat ongeveer 300 ha en in de jaren '60 van de 20e eeuw was er nog een rijke en typerende flora te vinden. Sindsdien is er veel verloren gegaan, mede door uitbreiding van bebouwde kommen, en de winning van zand, silex en krijt. Daarnaast zijn er militaire activiteiten geweest. Op de heidevelden werden ook naaldbossen geplant, waardoor de originele voedselarme vegetatie verloren is gegaan.
Om negatieve invloeden tegen te gaan zijn natuurreservaten ingericht, met name het Réserve naturelle des Landes d'Helfaut.
Het gebied wordt in het noorden begrensd door de vallei van de Aa, met aan de overzijde het Plateau des Bruyères.